# Пуща
Пуща (словен. Pušča) — поселення в общині Мурська Собота, Помурський регіон, Словенія. Висота над рівнем моря: 190,7 м.